# Домашний очаг (фильм)
«Домашний очаг» (там. சிவகாசி, Sivakasi) — индийский фильм режиссёра Перарасу, вышедший в прокат 1 ноября 2005 года в оригинале на тамильском языке. Главные роли сыграли Виджай и Асин. Пракаш Радж появился в отрицательной роли, заработав своей игрой премию Filmfare Awards South. Сюжет фильма рассказывает о молодом человеке, который возвращается к семье после того, как в детстве сбежал из дома, и, узнав, что старший брат не заботится о матери и сестре, решает его проучить.
Картина получила в прокате статус «супер-хит».
В 2007 году В. Самундра переснял фильм на языке телугу под названием Vijayadasami с Кальяном Рамом и Ведикой в главных ролях.

## Сюжет
Шивакаси работает сварщиком в Ченнаи. Случай сводит его с дочерью ювелира Хемой. Молодые люди влюбляются, и отец девушки даёт согласие на свадьбу. Но, когда её братья предлагают Шивакаси финансовую помощь, это приводит его в гнев и вызывает ссору. Обиженная Хема обвиняет жениха в том, что у него нет уважения к семье из-за того, что он сирота. Однако Шивакаси отвечает, что у него тоже есть семья.
В детстве из-за ссоры с отцом он сбежал из дома, где у него остались мать, старший брат Удаяппан и младшая сестра Вайрам. Хема решает, что не выйдет за него замуж, пока он не помирится с семьёй.
Приехав в родную деревню, Шивакаси узнаёт, что его отец давно умер, доведённый выходками старшего сына, а мать живёт в собственном доме хуже чем слуги. Вайрам, чью свадьбу Удаяппан отказался оплачивать, торгует в придорожной лавке и ночует в сарае. Сам Удаяппан теперь член законодательного собрания. Шивакаси решает не рассказывать кто он, пока не вернёт матери и сестре прежнее благополучие, и представляется им дальним родственником. Решив проучить брата, он избивает его отцовским поясом и обвиняет в том, что якобы Удаяппан послужил причиной смерти его жены. Угрожая показать полиции её предсмертное письмо, он вымогает у брата деньги. На эти деньги Шивакаси организует предвыборную кампанию сестры на место в законодательном собрании.
В деревню приезжает Хема, надеясь, что её жених уже воссоединился с родственниками. С её слов Удаяппан понимает, что его брат и Шивакаси как-то связаны. Но когда он напрямую спрашивает об этом, Хема лжёт о том, что они дружили в детстве. Узнав подоплёку, Удаяппан угрожает сестре и требует снять её кандидатуру с выборов. В ту же ночь похищают её мужа, и все улики указывают на Удаяппана. Но это только привлекает симпатии избирателей на сторону Вайрам. Чтобы вернуть симпатии себе, Удаяппан решает убить свою жену и обвинить в этом Шивакаси, но тот узнаёт о его планах и спасает свою невестку. В итоге на выборах побеждает Вайрам. Шивакаси признаётся родным, что он их потерянный Мутаппан. Однако Удаяппан решает отомстить брату за пережитое унижение и готов даже убить его.

## В ролях
- Виджай — Шивакаси / Мутаппан
- Асин Тоттункал — Хема
- Пракаш Радж — Удаяппан, брат Шивакаси
- Лакшана[англ.] — Вайрам, сестра Шивакаси
- Гита[англ.] — мать Шивакаси
- Раджеш[англ.] — отец Шивакаси
- Мурали[англ.] — отец Хемы
- Саранья Понваннан[англ.] — жена Удаяппана
- Венкат Прабху — муж Вайрам
- Телангана Шакунтала — Мулли Мунгари, теща Удаяппана
- Наянтара — играет саму себя в песне «Kodambakam Area»

## Производство
Увидев фильм «Он из Тирупачи» продюсер А. М. Ратнам предложил режиссёру Перарасу сделать ещё один фильм с Виджаем под баннером Sri Surya Movies. Перарасу сам придумал сюжет, написал сценарий, диалоги и тексты всех песен, и даже думал сам сочинить музыку.
Наладить контакт с актрисами с первой попытки не удавалось. В качестве героини планировалось пригласить Малику Шерават, но роль отошла Асин.
Вторая по значимости женская роль была предложена Шридевике, но та отклонила предложение, когда узнала, что это роль сестры героя, после чего производители выбрали Лакшану, ранее снимавшуюся в кино на малаялам.
В item-номере изначально должна была танцевать Симран, но в итоге это сделала Наянтара, к которую пригласил Виджай.
На роль матери героя режиссёр хотел кого-то «нового», поэтому обратился к ведущей актрисе прошлых лет Гите, не делавшей этого раньше. Ей понравился сюжет и она сразу согласилась.
Для съёмки первой части фильме на Prasad Studios были возведены декорации, изображающие T Nagar Ranganathan Street и обошедшиеся производителям в 12 млн рупий.
Ещё два комплекта декораций изображали Майлапур и Трипликан (пригороды Ченнаи), где планировалось снимать в течение четырёх-пяти дней перед выездом заграницу.
Помимо Ченнаи съёмки проходили также в Карайкуди. Один из музыкальных номеров был снят в Новой Зеландии.
Поскольку постановщика боёв Ракки Раджеша пригласил к себе режиссёр Дхарани, кульминационные цены были закончены Талапати Динешем. Всего на съёмки фильма ушло три месяца.
С 19 сентября актёры приступили к дубляжу отснятого материала.

## Саундтрек
Вся музыка написана Шрикантом Девой.
| №  | Название                 | Исполнители                    | Длительность |
| -- | ------------------------ | ------------------------------ | ------------ |
| 1. | «Idhu Enna»              | Хариш Рагхавендра, Ума Раманан | 4:56         |
| 2. | «Kodambakkam Area»       | Типпу, Шоба Чандрашекхар       | 5:30         |
| 3. | «Vaada Vaada»            | Шанкар Махадеван               | 5:23         |
| 4. | «Ada Ennatha Solvenungo» | Анурадха Шрирам, Удит Нараян   | 4:42         |
| 5. | «Deepavali Deepavali»    | KK, Васундхара Дас             | 4:35         |
| 6. | «Enn Theivathukkei»      | Мукеш                          | 4:31         |

## Критика и награды
Шобха из Rediff.com написала, что «Домашний очаг» снят строго для поклонников Виджая. Те кто сделал хитами его более ранние фильмы, сделают и этот блокбастером, что доказывают фантастические сборы в первые дни проката.
В отзыве на сайте Behindwoods.com было сказано, что фильм стоит посмотреть так, как он включает в себя сентиментальность и развлекательность, а наивысшей его точкой были названы диалоги и стычки между Виджаем и Пракашем Раджем.
Sify сравнил «Домашний очаг» с предыдущим фильмом Виджая и Перарасу «Он из Тирупачи», где режиссёр также пытался привлечь аудиторию с помощью простенькой масалы, добавив, что он «работает» только благодаря суперзвезде Виджаю.
IndiaGlitz назвал фильм «одним из длинного ряда шаблонных масал для развлечения массового зрителя, благодаря которым известен Виджай», где Перарасу кропотливо возродил всё то, что они преподнёс зрителю в «Он из Тирупачи».
NowRunning заметил, что кинолента состоит из типичных ингредиентов, и даже некоторых персонажей взяли из других фильмов: механика из Kaadhal, нищего комика из Raam, пугающую женщину-вамп из Dhool и двух персонажей собственно из «Он из Тирупачи» — брачного посредника и того, кто играл зятя Виджая.
Баладжи Баласубраманиам с сайта Thiraipadam.com заключил, что Перарасу не удалось повторить успех предыдущего фильма. В разные моменты Виджай показывается как шовинист, эгоист, вспыльчивый, неразумный и даже черствый человек. Забавные моменты между героем и героиней могли быть использованы гораздо лучшим образом за счет более талантливого режиссёра. Единственное облегчение в том, что несмотря на все предпосылки, фильм не превратился в клише «она — богата, он — беден, но они любят друг друга».
«Домашний очаг» принёс Пракашу Раджу Filmfare Award за лучшую отрицательную роль в фильме на тамильском языке